# Batalla de Ravenna (476)
La batalla de Ravenna fou lliurada entre les restes de l'exèrcit romà d'Occident i els hèruls, dirigits pel seu capitost, Odoacre, a principis de setembre del 476 a Itàlia. L'Imperi Romà es trobava en un declivi relatiu des de l'inici de les invasions bàrbares i Roma, el cor i principal ciutat de l'Imperi Romà d'Occident, havia estat saquejada el 410 pels visigots i el 455 pels vàndals. El 476, l'emperador d'Occident ja era poc més que un cacic que controlava molt poc territori fora d'Itàlia. De fet, l'últim emperador d'Occident, Ròmul Augústul, ni tan sols no era reconegut com a governant legítim fora d'Itàlia; l'Imperi Romà d'Orient reconeixia Juli Nepot com a emperador d'Occident legítim.
Els hèruls eren federats de l'Imperi Romà d'Occident, és a dir, servien com a mercenaris al seu exèrcit. Envejosos d'altres pobles germànics establerts a la Gàl·lia, Hispània i Àfrica, que havien pres terres per la força de les armes, exigiren que un terç del territori italià fos dividit immediatament entre ells. Quan Orestes, pare de l'emperador adolescent Ròmul Augústul, rebutjà la seva demanda, s'alçaren en rebel·lió i soldats germànics de tot Itàlia s'uniren a les forces d'Odoacre. Orestes es retirà a Pavia, que posteriorment fou víctima d'un saqueig que acabà amb l'execució d'Orestes.
La batalla decisiva tingué lloc el 2 de setembre del 476 prop de Ravenna, capital de l'Imperi Romà d'Occident. Els federats derrotaren el poc que quedava de la guarnició romana. La ciutat, defensada per Paule, germà d'Orestes, fou presa ràpidament i fàcil. Dos dies més tard, Odoacre obligà l'emperador Ròmul Augústul, de només setze anys, a abdicar i posà fi a dotze segles de domini romà a Itàlia, que es remuntaven a la fundació del regne romà el 753 aC. Ròmul fou enviat a passar la resta dels seus dies a Campània.